# آل بريك
قبيلة آل بريك هي إحدى أكبر قبائل شبوة، وتتواجد في اليمن ودول الخليج.

## تاريخ
سكنت قبيلة آل بريك منطقة شبوة القديمة في حضرموت منذ القرن السابع الهجري، وكان لهم إمارة بين القرن الثامن عشر والتاسع عشر عاصمتها الشحر. اشتهر منهم عدد من مشائخ العلم والقُضاة في ظفار، ويرجع نسبهم عن طريق محمد بن بريك إلى الملك سيف بن ذي يزن الحميري.

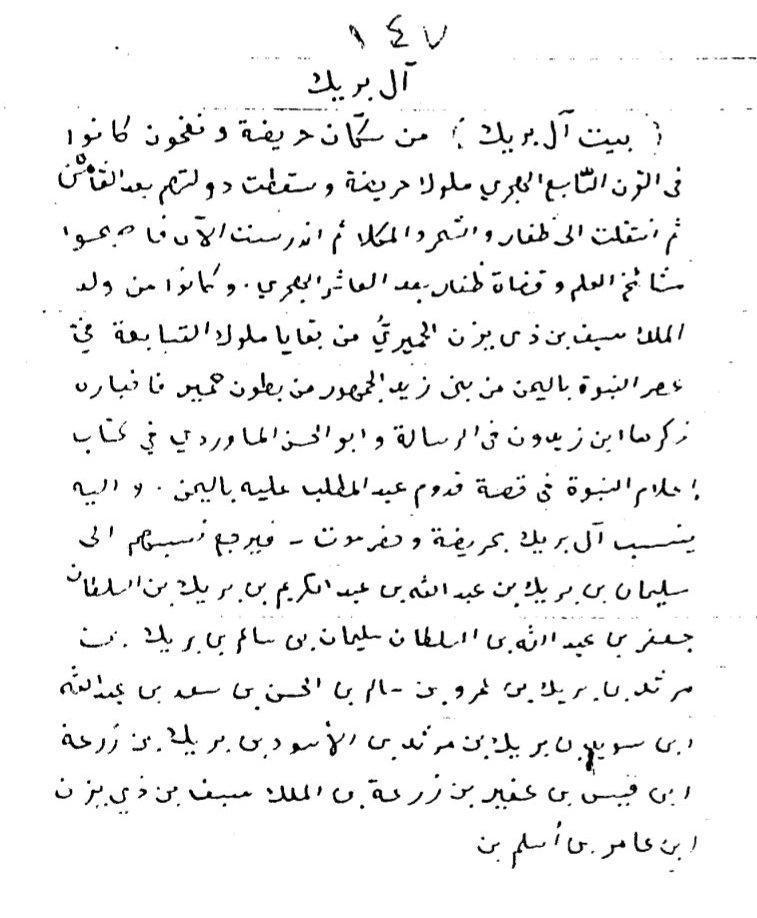
الجزء الرابع من مخطوطة الدر والياقوت - صفحة 247

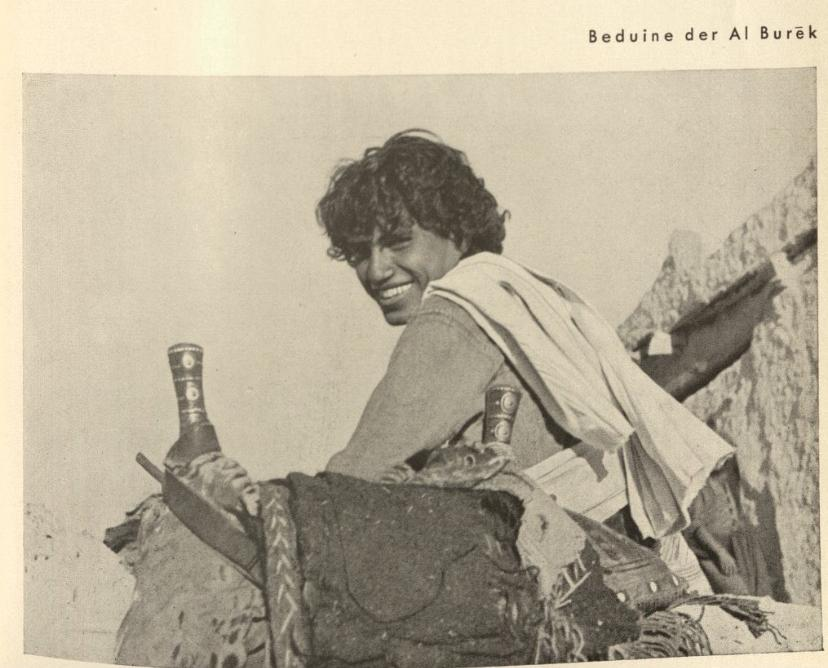
عمر بن عبدربه بن ركنه البريكي
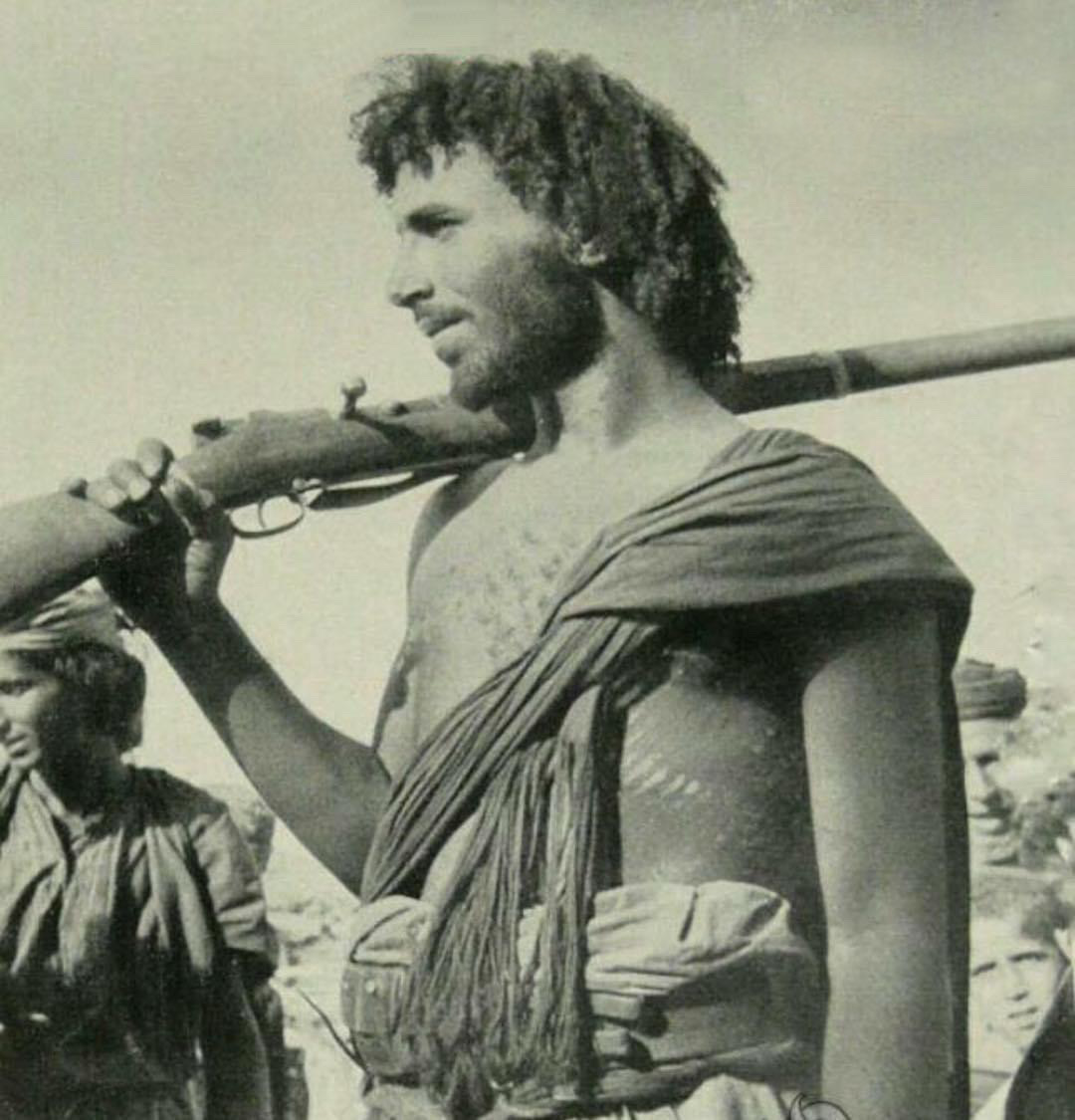
عمر بن عبدربه بن ركنه البريكي
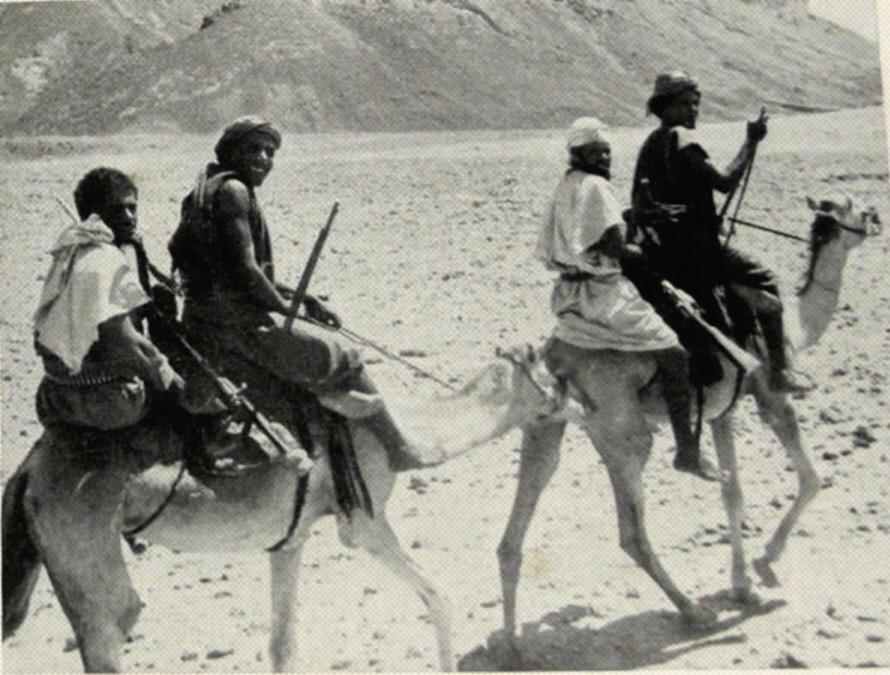
مجموعة من قبيلة آل بريك برفقة المستشرق الألماني هانز هلفرتز
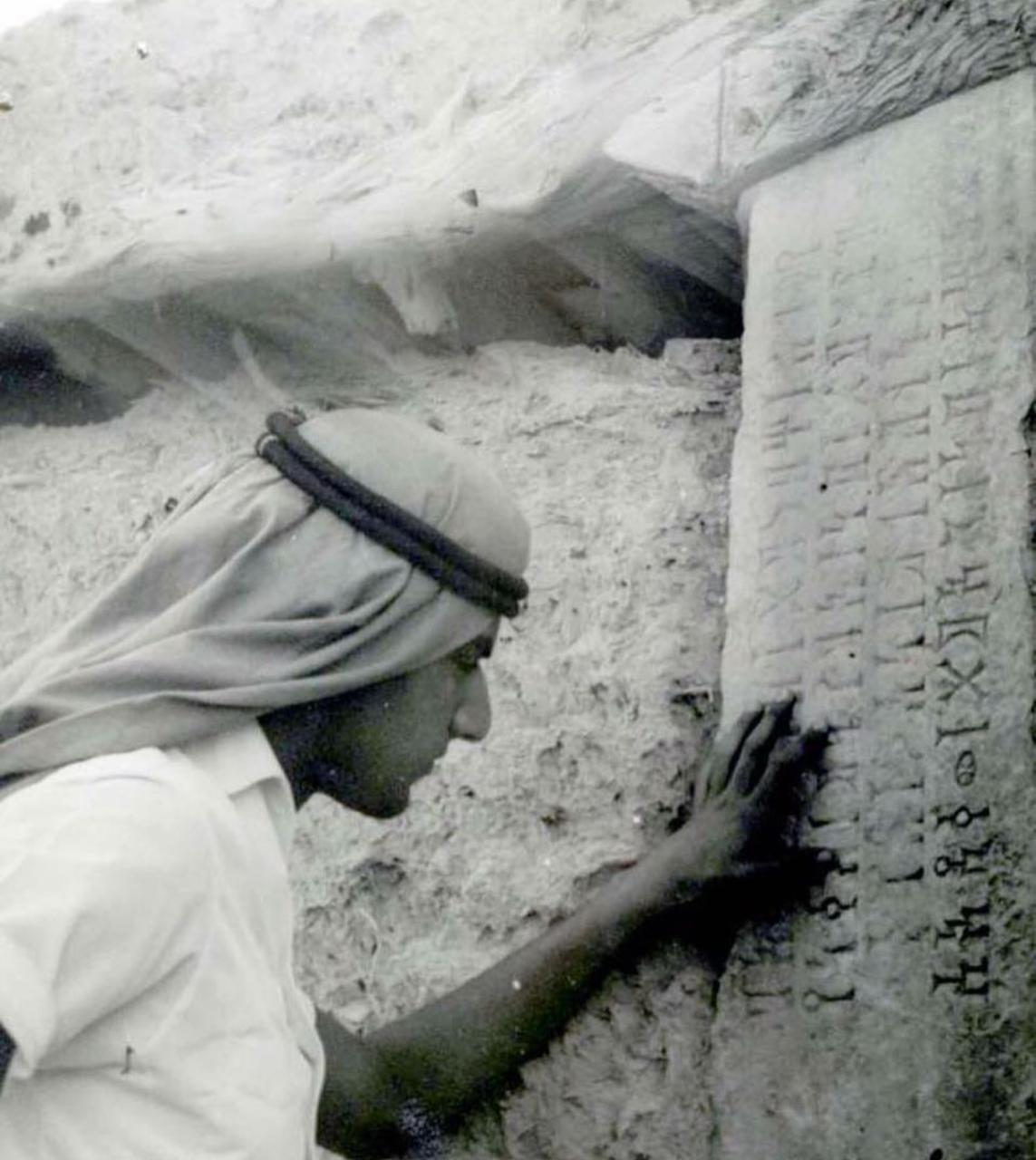
مسجد الشيخ محمد بن بريك منتصف القرن العشرين في مدينة شبوة